# Порра, Лаури
Лаури Порра (фин. Lauri Porra) (род. 13 декабря 1977, Хельсинки) — финский музыкант, бас-гитарист. С 2005 года член финской пауэр-метал-группы Stratovarius. Лауреат премии «Юсси» за лучшую музыку к фильму («Мая со Стормшера», 2024).

## Биография
Лаури Порра родился 13 декабря 1977 года. Музыкант в четвёртом поколении, он начал заниматься музыкой с шести лет, играя на виолончели, занявшись бас-гитарой лишь позже, в 1993 году. С 1994 года он обучался в поп/джазовой консерватории в Хельсинки, в 2001 году удостоившись стипендии для молодых талантов от компании Nokia. Его формальными предметами были фортепиано, контрабас, труба и классический вокал. Лаури начал играть и гастролировать в составе различных финских групп с 1997 года. В числе этих групп Stratovarius, Sinergy, Warmen, Kotipelto, Ben Granfelt Band, Emma Salokoski Trio, Crazy World и другие. В 2005 году он выпустил свой первый сольный альбом Lauri Porra на Texicalli records. Японское издание этого альбома вышло на JVC/Victor. В 2008 году свет увидел второй сольный альбом Лаури All Children Have Superpowers. Он так же был выпущен на Texicalli records.